# Prärietrut
Prärietrut (Larus californicus) är en fågel i familjen måsfåglar inom ordningen vadarfåglar som återfinns i västra Nordamerika.

## Utseende och läte
Prärietruten är en rätt liten trut, med en kroppslängd på i snitt 53 cm och vingbredden 137 cm mindre än kanadatruten men större än ringnäbbad mås och relativt långvingad. Karakteristiskt är ett svart band tvärs över näbben framför den röda trutfläcken.
Adulta fåglar har mörkare mantel än kanadatruten med mer utbrett och mer kontrasterande svart på vingspetsen. Vidare är irisen mörk och benen gröngula, inte skära. Första årets ungfågel har helmörk stjärt och mestadels brunaktig kropp likt kanadatruten, men har mörkare ovansida på vingen, blekare bröst och oftast skär näbb med svart spets. Lätena är hesa och gnissliga, djupare än ringnäbbad mås.

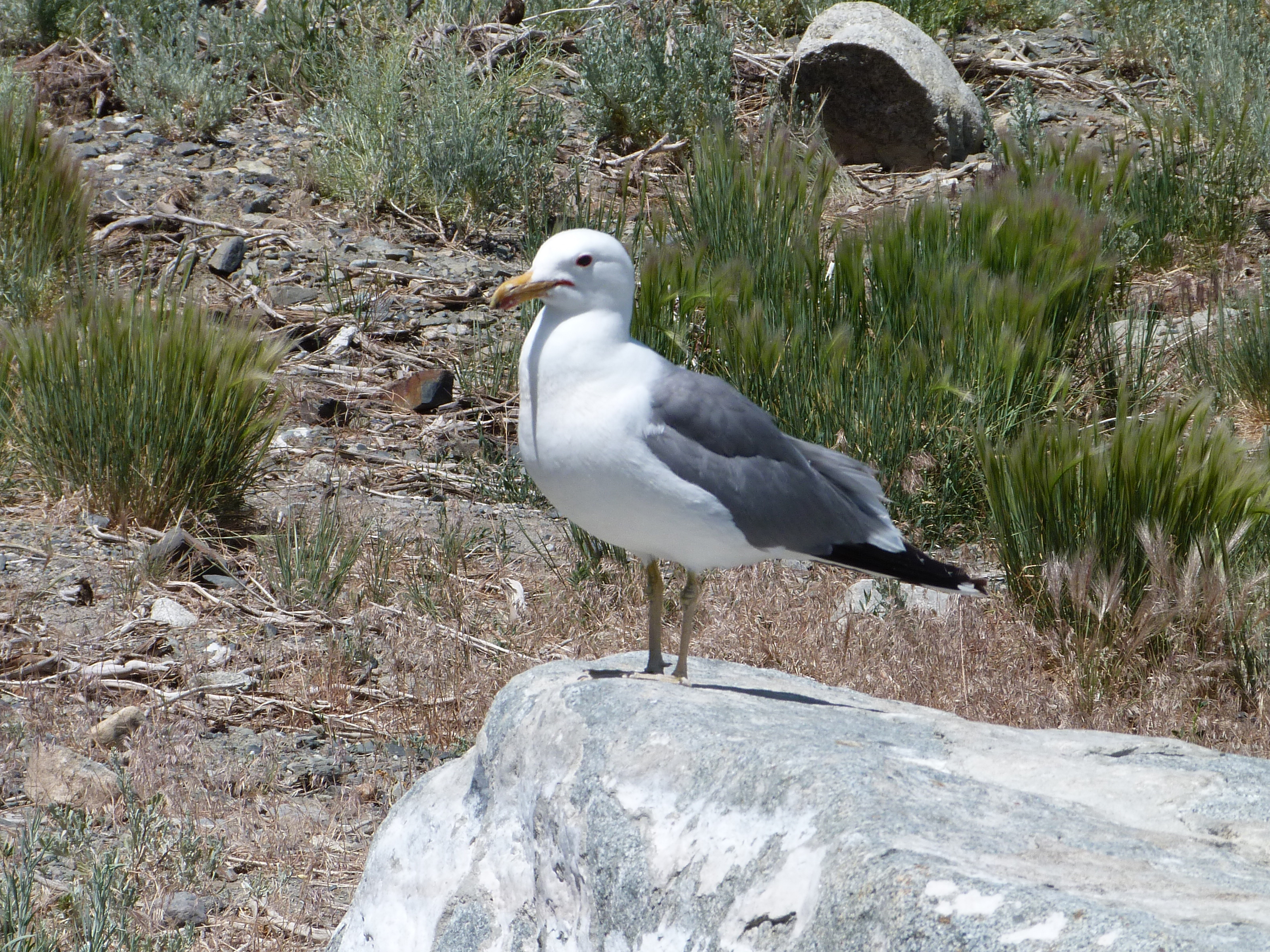
Larus californicus californicus, Lee Vining, California
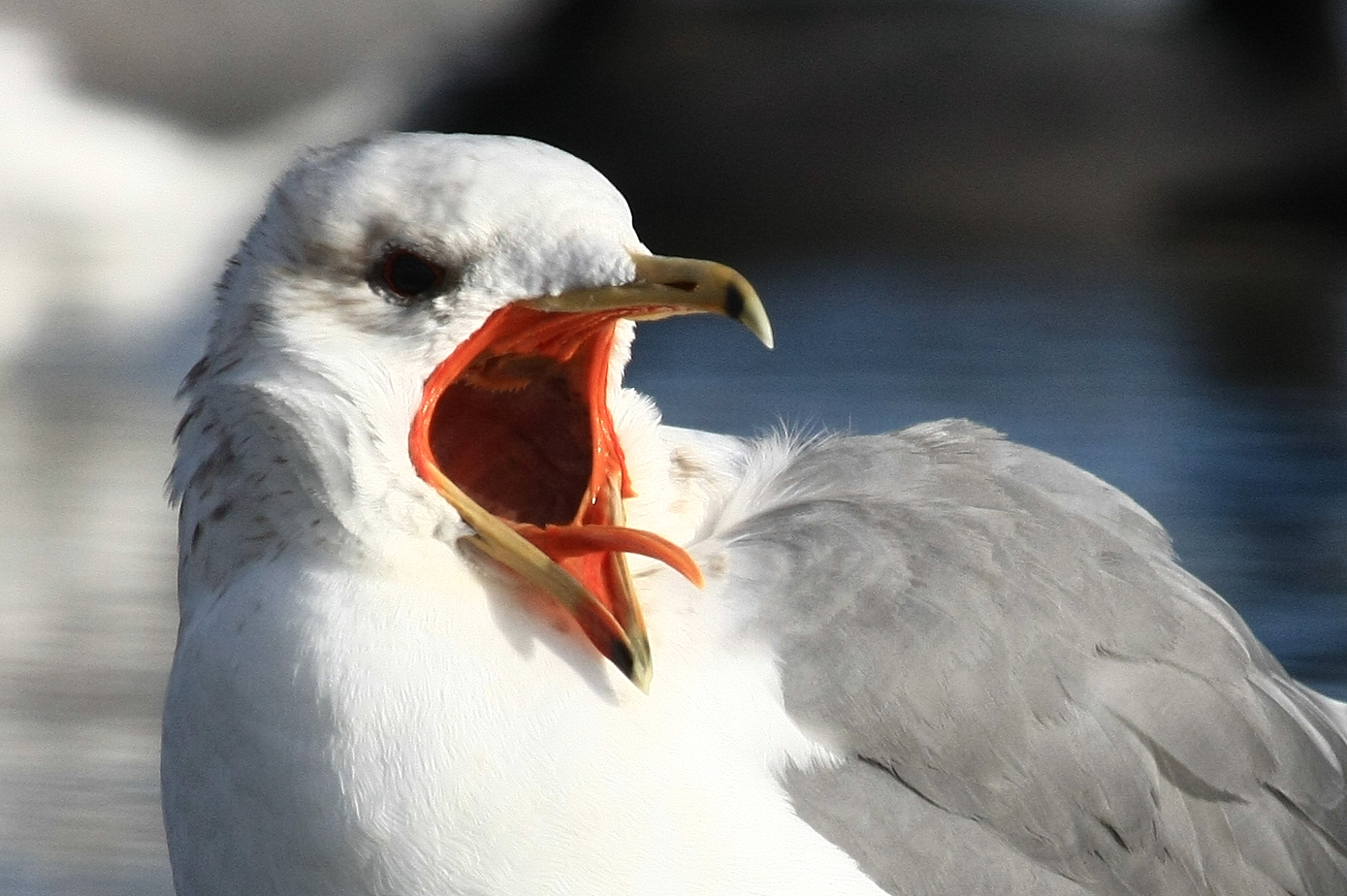
Närbild
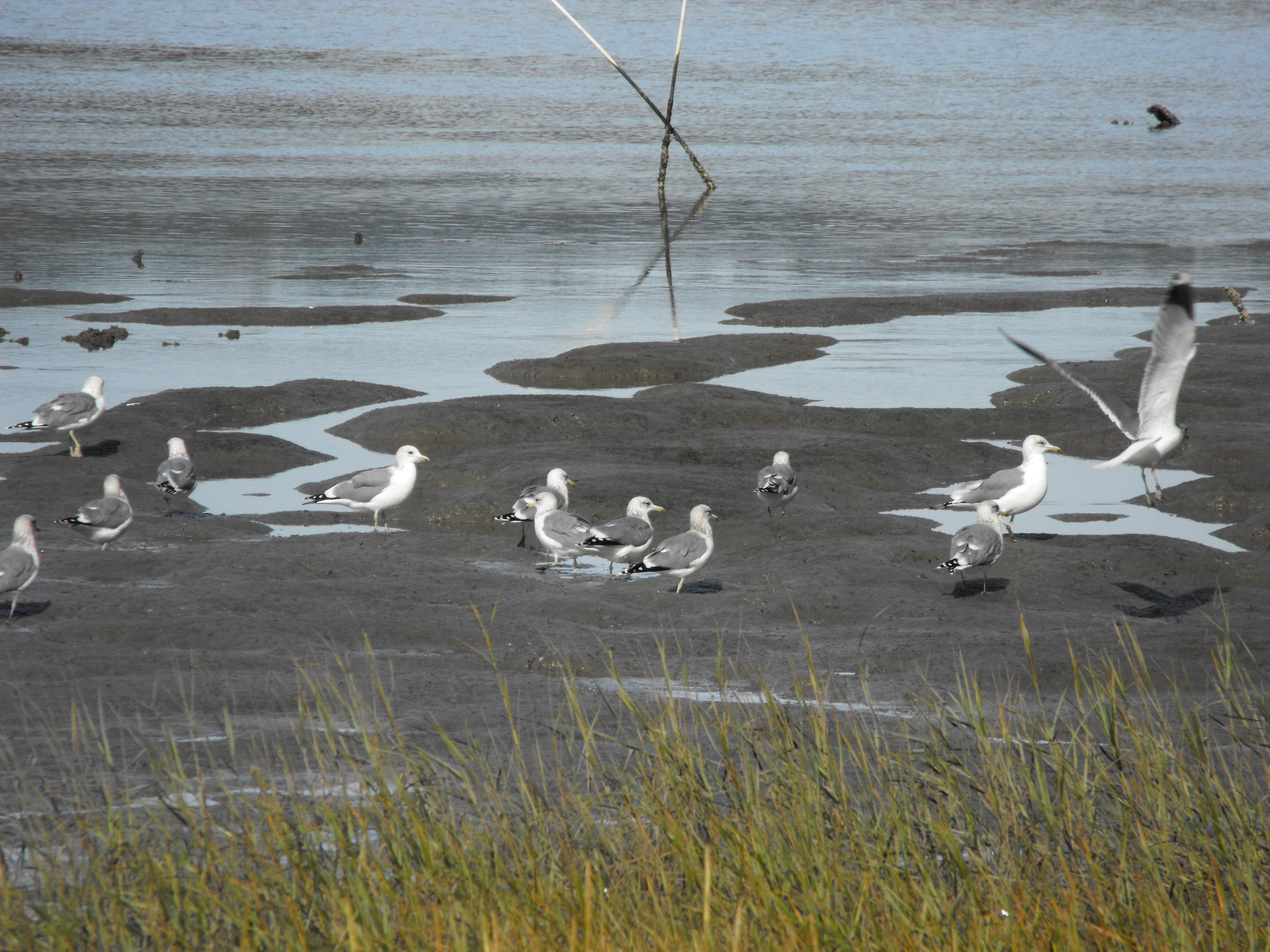
Grupp vid stranden
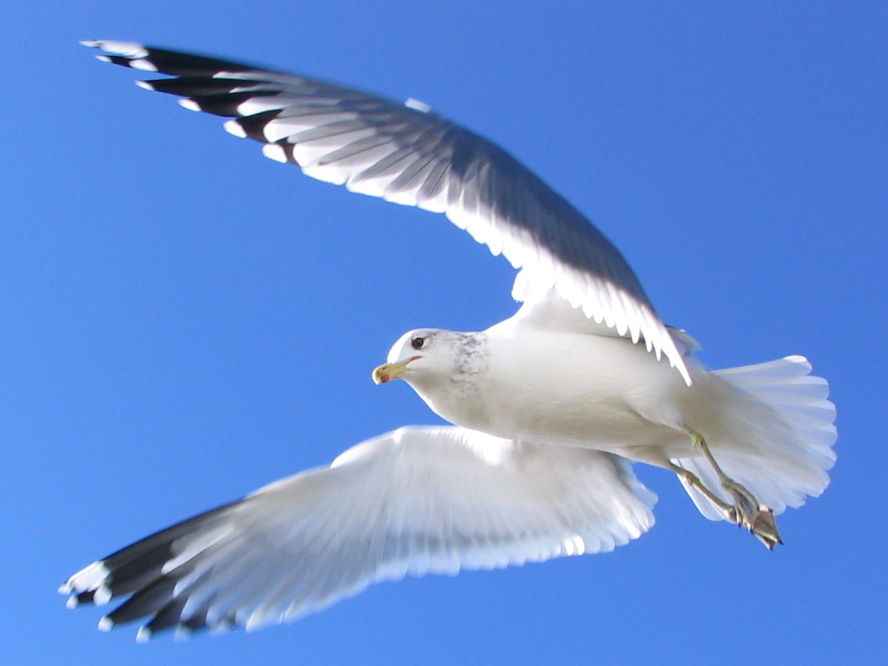
Flygande individ

## Utbredning och systematik
Prärietrut delas in i två underarter med följande utbredning:
- Larus californicus albertaensis – Kanada från södra Northwest Territories, Alberta och västra Manitoba till South Dakota i norra USA
- Larus californicus californicus – västra USA från östra Washington till Wyoming

Fågeln övervintrar från sydvästra Kanada till sydvästra Mexiko. Den har även observerats som tillfällig gäst i Ecuador.

## Levnadssätt

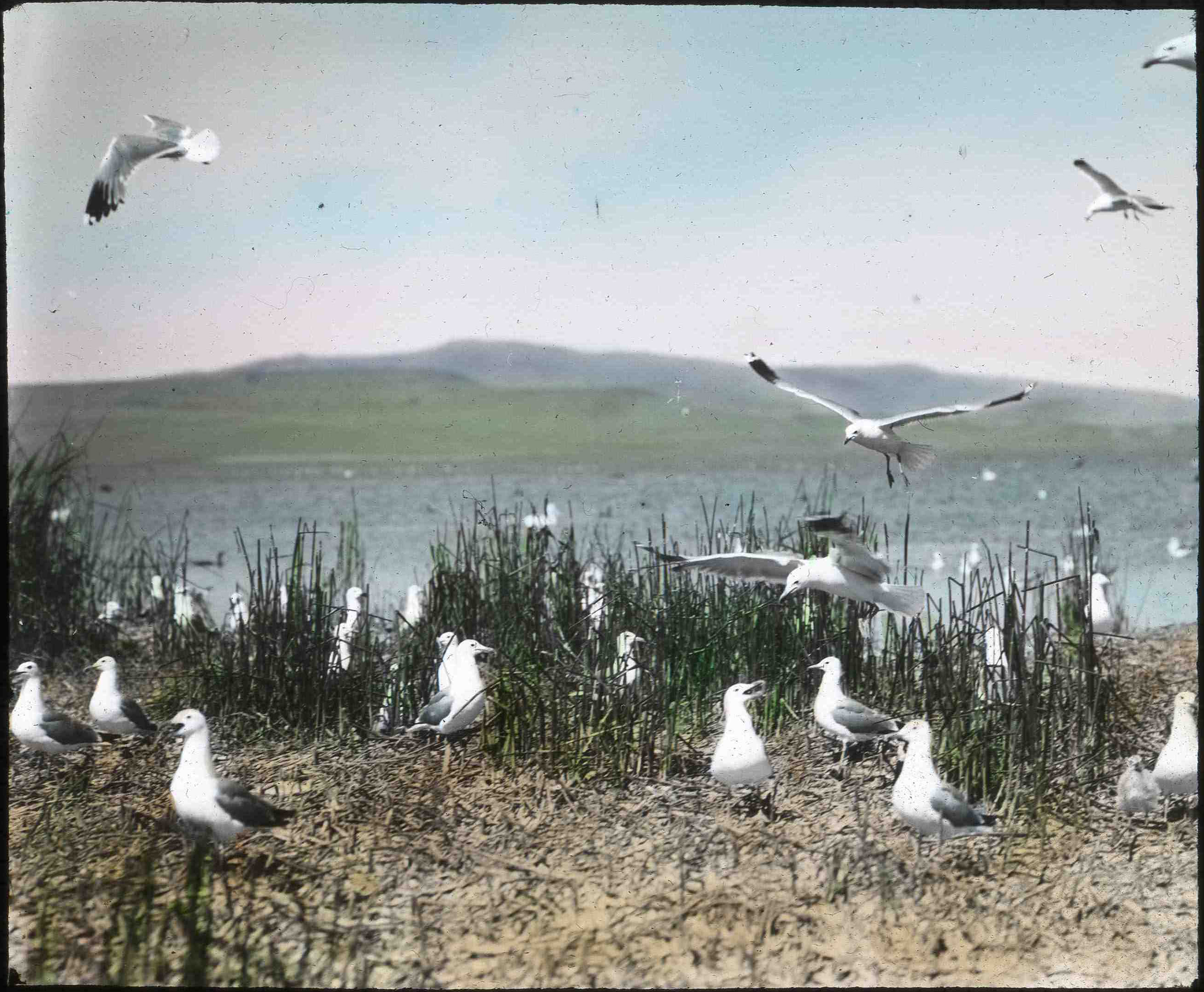
Handmålad fotografi av en prärietrutskoloni vid Malheur Lake, taget av Finley och Bohlman under en fotografisk expedition 1908. Deras fotografier ska senare bidra till att Malheur blev ett fågelreservat.

Fågeln häckar i kolonier vid insjöar och våtmarker i västra Nordamerikas inland. Boet är en grund uppskrapad grop i marken fodrad med växtlighet och fjädrar. Honan lägger två till tre ägg. Båda föräldrarna matar ungarna.
Under häckningssäsongen kan de röra sig så långt som 65 km från häckningskolonin i jakt på föda. Den ses då i jordbruksområden, trädgårdar och betesmarker, på soptippar och ängar. Efter häckning flyttar den till kusten där den ses födosöka tillsammans med andra måsfåglar vid stränder och i floddeltan.

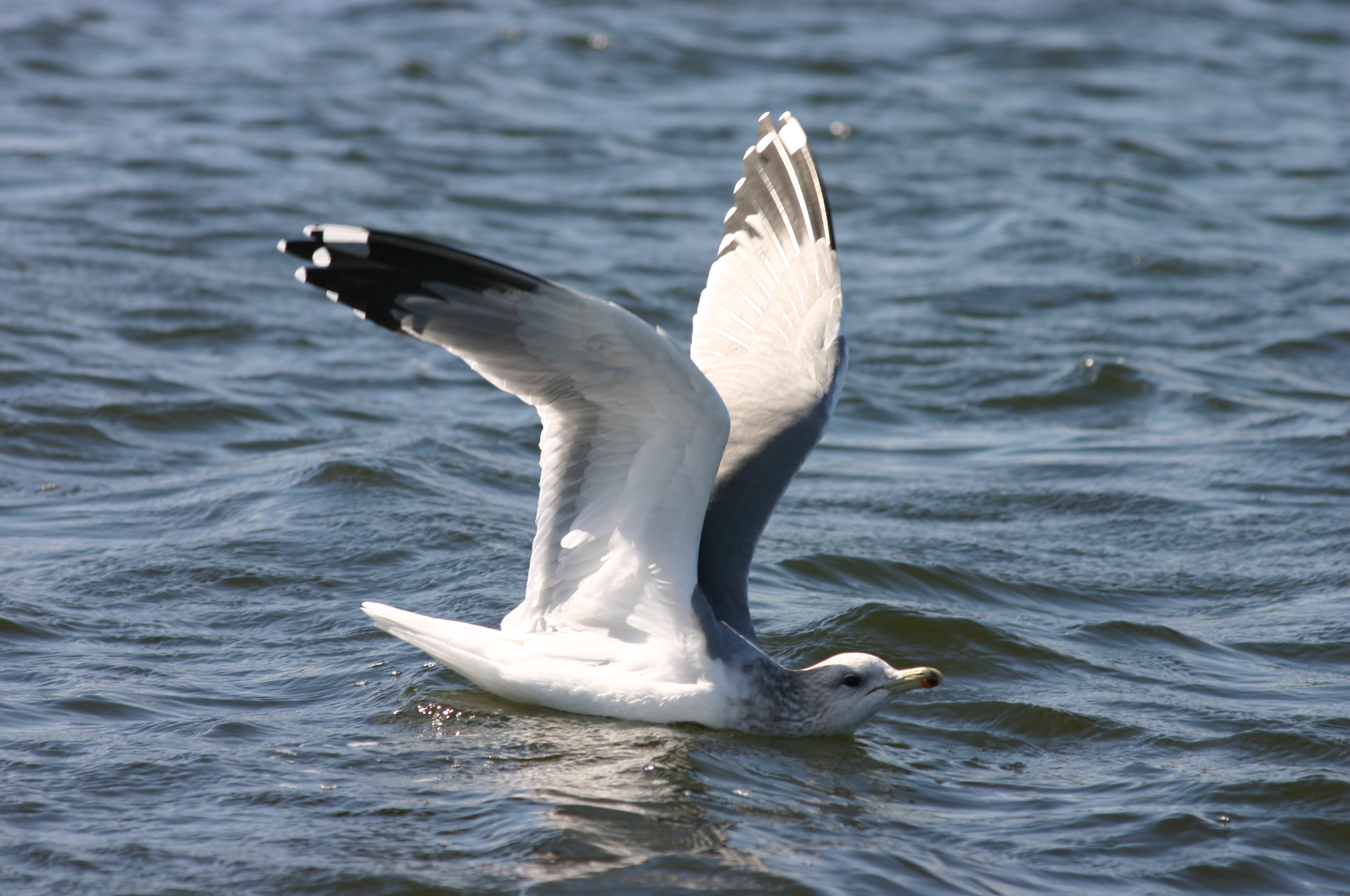
Prärietrut i vinterdräkt.

Prärietruten är en allätare som intar i princip allt den kan stoppa i munnen, som fisk, matrester, gräshoppor, dagsländor, tångräkor, maskar, små däggdjur, körsbär, fågelägg, säd, as och mycket annat. De plockar mat från marken eller vattenytan, springer efter insekter eller dyker i vattnet efter fisk.

## Status och hot
Arten har ett stort utbredningsområde och en stor population, men minskar i antal, dock inte tillräckligt kraftigt för att den ska betraktas som hotad. IUCN kategoriserar därför arten som livskraftig (LC). Världspopulationen uppskattas till 410.000 häckande individer.
På senare tid har prärietruten etablerat en population i södra San Francisco Bay i Kalifornien som vuxit från 1000 häckande individer 1982 till 33000 2006. Dessa utgör nu ett hot mot andra hotade arter i området som snöstrandpipare, amerikansk skärfläcka, kärrtärna och amerikansk småtärna.

## Prärietruten och människan
Prärietruten är den amerikanska delstaten Utahs officiella fågel. I Salt Lake City finns ett monument i åminne av "Måsarnas mirakel", en händelse när mormonska bosättare fick hjälp av prärietrutar i att bekämpa en svärm med vårtbitararten Anabrus simplex.